# Diario minimo
Diario minimo è una raccolta di scritti brevi pubblicato da Umberto Eco nel 1963, presso Arnoldo Mondadori Editore. A questa raccolta nel 1992 farà seguito Il secondo diario minimo. All'ed. del 1975 negli Oscar Mondadori l'autore ha aggiunto una Nota che racconta l'origine di questi saggi sulle pagine delle riviste "Il Verri", "Il Caffè", "l'Espresso" e "Pirelli".

## Elogio di Franti
In un periodo, il secondo dopo guerra, in cui il libro Cuore veniva smontato per la sua mentalità borghese e nazionalistica, Eco decide di rivalutare e reinterpretare il personaggio che nel romanzo è sempre visto come "il cattivo" tanto che alla fine viene pure espulso dalla scuola. Nel 28 gennaio del romanzo, dopo che Franti era stato espulso da scuola per otto giorni, arriva la madre di lui disperata e chiede al direttore che il figlio venga riammesso. Qui si comprende la povertà di quella famiglia, diversa da quella borghese di Enrico. Il sorriso di Franti alla frase del direttore "tu uccidi tua madre" fa supporre a Enrico un atteggiamento demoniaco, mentre per Eco è simbolo umano, che dimostra la sua timidezza di fronte alla sua povera situazione economica. Peggio è invece il carattere di Enrico, un burattino borghese, che vive sui pregiudizi, come quello verso Franti.

## Fenomenologia di Mike Bongiorno
In questa sezione Eco dipinge un impietoso ritratto del popolare conduttore italoamericano - o meglio, del personaggio che egli rappresenta - che, nonostante la sua tendenza alla gaffe e alla mediocrità, viene idolatrato da milioni di telespettatori, giungendo ad affermare come "Mike Bongiorno convince dunque il pubblico del valore della mediocrità [...]. Egli dice ai suoi adoratori: "Voi siete Dio, restate immoti".
Nella descrizione del presentatore, Eco si sofferma sul fatto di come lui riesca a condurre una conversazione anche su tematiche a lui quasi ignote e mostrando interesse nei confronti dell’interlocutore.

## My Examination Round his Factification for Incamination to Reduplication with Ridecolation of a Portrait of the Artist as Manzoni
In questa sezione, scritta secondo lo stile dei New Critics, l'autore analizza il romanzo I promessi sposi come se fosse l'ultima opera, in ordine cronologico, di James Joyce, non il culmine della sua produzione, ma di certo "il [suo] compimento". L'analisi si sviluppa lungo molti parallelismi con le opere dello scrittore irlandese: il saggista sostiene che, in opposizione all'Ulisse, in cui la descrizione di una giornata vissuta dal protagonista Leopold Bloom si muta nel discorso intorno a una città e a uno Stato, le vicende narrate nei Promessi Sposi coprano "in realtà gli eventi di una sola giornata vissuta dal protagonista, Renzo Tramaglino".
Inoltre, il famoso Addio ai monti di Lucia Mondella viene accostato all'altrettanto celebre monologo notturno di Molly: nelle "cime ineguali, note a chi è cresciuto tra voi" salutate dalla giovane lombarda, l'autore giunge a vedere un potente simbolo fallico, manifestazione inconscia del complesso di Edipo.
Infine, alla fine del capitolo XXVI, un Padre Cristoforo ormai morente, alle domande dei promessi ormai riuniti: "Ci rivedremo? Ci rivedremo?", risponde con l'espressione "Lassù, spero". Privando questa scena di "una complicata luce soprannaturale" l'autore coglie un riferimento a uno dei fondamentali dettami contenuti nel Corpus Hermeticum: "Sicut inferius sic superius".